# Socotorá
Socotorá (em árabe: سقطرة; romaniz.: Suqutrah é um pequeno arquipélago formado por quatro ilhas no oceano Índico, em frente à costa do Chifre da África (Corno de África), a 250 km a leste do cabo Guardafui e a uns 380 km a sudeste da costa do Iêmen, que administra Socotorá em nome do Sultanato de Mara e Socotorá.

## História

### A Antiguidade
Na Antiguidade, a ilha encontra-se referida no "O périplo do mar Eritreu" (manuscrito anónimo, século I) como "Dioskouridou", em alusão ao autor greco-romano Dioscórides. Entretanto, em nossos dias o arqueólogo e antropólogo G. W. B. Huntingford, assinala que a toponímia "Socotorá" é de origem grega, mas que procede do sânscrito "dvipa sukhadhara" ("ilha da felicidade").
No século X, o geógrafo árabe Almaçudi comentou que a maioria dos habitantes das ilhas eram cristãos.[carece de fontes?]

### Os descobrimentos portugueses
À época dos descobrimentos portugueses é provável que o primeiro navegador a alcançar a ilha tenha sido Vicente Sodré, tio de Vasco da Gama, que ali terá feito aguada antes de se perder nas ilhas de Curia Muria (atual Omã) em 1503. No entanto essa primeira descoberta é disputada por Diogo Fernades Piteira ou Pereira, segundo Damião de Góis e João de Barros, que de regresso ao reino, dele deu notícia a Manuel I de Portugal. O navegador e militar António de Saldanha, que navegara na região rumo ao estreito do mar Vermelho, confirmou em Lisboa a bondade da ilha em portos e a provável existência de cristãos, descendentes dos habitantes que o apóstolo São Tomé evangelizara quando do seu naufrágio no local, a caminho da Índia.
Para além da aparente população cristã que a Coroa portuguesa considerou urgente libertar da servidão imposta pelo rei muçulmano de Fartaque (no Iémen), Socotorá, localizada à "mão esquerda entrando para o estreito, junto ao cabo Guardafui", aparentava ser uma peça-chave para o controle do mar Vermelho. Por essa razão, Manuel I de Portugal traçou um plano de conquista da ilha, incumbindo Tristão da Cunha e Afonso de Albuquerque dessa missão, e de nela instalarem uma fortaleza. Para esse fim, fez embarcar uma estrutura de madeira prefabricada em Lisboa. A conquista da ilha teve lugar em 1507, sob o comando de Tristão da Cunha, após a tomada da Fortaleza de Çoco, guarnecida por 120 homens sob o comando do "muito valente cavaleiro e sem medo nenhum" Coje Abrahem, filho do rei de Caxem, cidade a alguns quilómetros do cabo Fartaque.

### O Forte de São Miguel de Socotorá
As obras da fortificação ficaram a cargo do mestre de pedraria Tomás Fernandes. Sob a invocação de São Miguel, ficou sob o comando do capitão D. Afonso de Noronha, tendo a mesquita local sido convertida em igreja, sob a invocação de Nossa Senhora da Vitória, e a orientação de Frei António do Loureiro, guardião do mosteiro franciscano de São Tomé, o primeiro fundado extramuros e também o primeiro fundado no Estado Português da Índia.

### Do século XVI ao XIX
A infertilidade da terra e o isolamento da praça em pleno território controlado pelo inimigo, levou a que, tanto a guarnição militar quanto os religiosos, fossem assolados pela fome, pelas doenças e pelos levantamentos dos muçulmanos, recebendo socorro apenas após a conquista de Ormuz por Albuquerque (1507). Em pouco tempo, entretanto, a tese de que era essencial a ocupação de ilhas para o controle das rotas marítimas, começou a perder peso na estratégia portuguesa na região. A Fortaleza de Angediva havia sido abandonada (1506) e assim o seria o Forte de Socotorá (1511) e o Forte de Quíloa (1512).
A evacuação de Socotorá fez-se com o recurso às naus de Diogo Fernandes de Beja, que não apenas fez demolir a fortificação até aos alicerces, como transportou toda a sua guarnição para reforço de Goa e mais de duzentas mulheres e demais cristãos da terra, assim como a artilharia e demais petrechos.
Com a retirada portuguesa, o arquipélago passou para o controle dos sultões Mahra.
A ilha continuou a servir de ponto de aguada aos portugueses, tendo nela permanecido sempre um ou dois missionários. Alguns dos cristãos no local foram catequizados por São Francisco Xavier aquando da sua passagem para a Índia (1542), que descreveu a ilha como "(...) terra desamparada e pobre, não crescendo nela nem trigo, nem arroz, nem milho, nem vinha, nem fruta: é muito estéril e seca".
Entre 1540 e 1541 foi descrita por D. João de Castro, que registou: "(...) em todo o circuito da ilha não há porto nem outra alguma estância onde possa algum navio invernar seguramente". Em suas águas várias embarcações naufragaram, sendo a mais famosa o galeão Santo António, sob o comando do capitão Manuel Pais da Veiga, tendo como piloto Aleixo da Mota, em 1601.
Em termos económicos, os portugueses extraíam poucas matérias-primas, essencialmente o "sangue de dragão" (seiva de dragoeiro) e aloe, este último utilizado como adstringente e purgante intestinal.
| “ | Verás defronte estar do Roxo estreito / Socotorá, com o amaro Aloe famosa. | ” |

### Do século XIX aos nossos dias
Passou a ser um protetorado britânico em 1886 devido à sua posição estratégica, controlando o estreito de Babelmândebe, no golfo de Adem.
Com a independência do Iémen (1967), estas ilhas passaram à sua soberania.

## Geografia
O arquipélago é formado por uma ilha montanhosa principal, Socotorá (3625 km²), três ilhas menores, conhecidas coletivamente como "Os Irmãos" (Abd al Kuri, Samhah e Darsah), e ainda outras pequenas ilhotas desabitadas. Abd Al Kuri e Samha somam uma população de umas poucas centenas de pessoas, enquanto que Darsa está desabitada. A principal cidade é Hadiboh (43 000 habitantes em 2004).
Socotorá é uma das ilhas de origem continental mais isoladas do mundo, separando-se provavelmente da África como uma falha durante o Plioceno médio, no mesmo conjunto de eventos que abriu o Golfo de Áden para o noroeste.
O clima em geral é árido e semi-árido tropical (Köppen: BWh e BSh), com poucas chuvas, concentradas no inverno e mais abundantes nas maiores alturas do que nas zonas costeiras. O clima é fortemente influenciado pela monção. De junho a setembro tradicionalmente a ilha era inacessível por causa dos fortes ventos.

Arquipélago de Socotorá

Os habitantes de Socotorá criam gado e cabras. A maioria vive sem eletricidade, água corrente ou estradas pavimentadas. Nos finais da década de 1990, foi implementado um Programa da Organização das Nações Unidas para o Desenvolvimento dedicado à ilha. Assim, em julho de 1999 um novo aeroporto internacional permitiu o acesso a Socotorá durante todo o ano.
Nas ilhas se fala um idioma semítico próprio, o socotri, que está relacionado com outros idiomas da península Arábica.

### Flora e fauna
O grande isolamento geológico do arquipélago, juntamente com o intenso calor e a falta de água, deu origem a uma interessante flora endêmica que é muito vulnerável a mudanças. Pelo menos um terço das 800 espécies de plantas que se encontram em Socotorá são endemismos. Os botânicos situam a flora de Socotorá entre as dez que correm os maiores perigos de extinção no mundo. Umas das plantas que se destacam é a "Dracaena cinnabari", uma árvore seiva de cor vermelha, procurada na Antiguidade para ser usada na medicina e na tinturaria.
Assim como ocorre com outras ilhas isoladas, os morcegos são os únicos mamíferos nativos da ilha. Em contraste, a diversidade marinha é muito grande, e se caracteriza pela presença de espécies originárias das regiões biológicas próximas: o Oceano Índico e o Mar Vermelho.